# (7623) Stamitz
(7623) Stamitz ist ein Asteroid des äußeren Hauptgürtels, der am 17. Oktober 1960 von dem niederländischen Astronomenehepaar Cornelis Johannes van Houten und Ingrid van Houten-Groeneveld entdeckt wurde. Die Entdeckung geschah im Rahmen des Palomar-Leiden-Surveys, bei dem von Tom Gehrels mit dem 120-cm-Oschin-Schmidt-Teleskop des Palomar-Observatoriums (IAU-Code 675) aufgenommene Feldplatten an der Universität Leiden durchmustert wurden.
Benannt wurde er am 16. Oktober 1997 nach dem böhmischen Komponisten und Violinisten Johann Stamitz (1717–1757), der ab 1743 die Hofkapelle des Kurfürsten Karl Theodor von der Pfalz leitete und der als Gründer der berühmten Mannheimer Schule gilt.
Der Himmelskörper gehört zur Themis-Familie, einer Gruppe von Asteroiden, die nach (24) Themis benannt wurde.